# كوهي كاتو
كوهي كاتو (باليابانية: 加藤 恒平) (14 يونيو 1989 في واكاياما في اليابان – )؛ هو لاعب كرة قدم ياباني سابق كان يلعب كلاعب وسط.

## وصلات خارجية
- كوهي كاتو على موقع رابطة كرة القدم اليابانية للمحترفين (اليابانية)
- كوهي كاتو على موقع قاعدة بيانات كرة القدم.إي يو (الإنجليزية)
- كوهي كاتو على موقع Soccerway.com (الإنجليزية)
- كوهي كاتو على موقع عالم كرة القدم.نت (الإنجليزية)